# Khadija Ciss
Khadija Ciss (sinh ngày 26 tháng 3 năm 1983) là một cựu vận động viên bơi lội người Sénégal, chuyên về các sự kiện tự do đường dài. Cô đã giành được huy chương đồng ở nội dung 200 m tự do tại Đại hội Thể thao toàn châu Phi 2003 ở Abuja, Nigeria (2: 09.00).
Ciss đủ điều kiện tham gia hai sự kiện bơi lội tại Thế vận hội Mùa hè 2004 ở Athens, bằng cách đạt được thời gian vào tiêu chuẩn B của FINA là 2: 05,51 (200 m tự do) và 9: 02,54 (800 m tự do) từ EDF Bơi mở tại Paris. Trong 200 m tự do, Ciss đã thách thức năm vận động viên bơi lội khác ở sức nóng thứ hai, bao gồm cả Olympian Vesna Stojanovska hai lần của Macedonia. Cô đã làm tròn lĩnh vực đến vị trí cuối cùng và tổng tài trong khoảng cách 4,42 giây sau người chiến thắng Jana Myšková của Cộng hòa Séc trong 2: 09.04. Trong sự kiện thứ hai của mình, 800 m tự do, Ciss đã kết thúc lượt thi đấu của mình ở vị trí thứ hai mươi chín với thời gian chậm nhất là 9: 20,06.